# Karin Dor
Karin Dor, właśc. Kätherose Derr (ur. 22 lutego 1938 w Wiesbaden, zm. 8 listopada 2017 w Monachium) – niemiecka aktorka, popularna w latach 60., wystąpiła w roli Helgi Brandt w filmie Żyje się tylko dwa razy, piątej produkcji z cyklu o przygodach Jamesa Bonda. Zagrała również w filmie Alfreda Hitchcocka, Topaz (1969) oraz trzech obrazach z serii niemieckich westernów o Winnetou: Winnetou: Skarb w Srebrnym Jeziorze (1962), Ostatni renegaci (1964) i Winnetou w Dolinie Śmierci (1968).